# Problème de Procuste orthogonal
Le problème de Procuste orthogonal est une variante du problème de Procuste, où une condition d'orthogonalité est posée sur la matrice de transformation utilisée.
La solution, trouvée en 1966
, consiste à utiliser la décomposition en valeurs singulières de la matrice {\displaystyle M=A^{\mathsf {T}}B} (où {\displaystyle A} et {\displaystyle B} sont respectivement le spécimen à modifier et le cadre visé) : {\displaystyle M=U\Sigma V^{\mathsf {T}}\,\!}, on obtient alors la matrice orthogonale recherchée par :